# 잉글랜드 여자 축구 국가대표팀
잉글랜드 여자 축구 국가대표팀은 잉글랜드를 대표하는 여자 축구 대표팀으로 잉글랜드 축구 협회에서 운영하고 있다. '암사자들'이라는 별칭으로 알려져 있으며 미국에 이어 영어권 국가로는 FIFA 여자 랭킹이 2번째로 높은 유럽 축구 강호로 1972년 11월 19일 스코틀랜드와의 국제 경기 데뷔전에서 3-2로 승리했다.

## 국제 대회 경력

### FIFA 여자 월드컵
6번의 여자 월드컵 본선 대회에 출전하여 이 중 2023년 대회에서 1966년 FIFA 월드컵에서 우승을 차지한 남자 대표팀 이후 57년만에 월드컵 결승에 올라 남녀 대표팀을 통틀어 월드컵 준우승이라는 값진 성과를 남겼다.

### UEFA 유럽 여자 축구 선수권 대회
9번의 여자 유로 대회 본선 대회에 출전하여 이 중 홈에서 열린 2022년 대회에서 사상 첫 유로 대회 우승컵을 들어올리며 1966년 FIFA 월드컵에서 남자 대표팀이 우승을 차지한 이후 56년만에 남녀대표팀을 통틀어 2번째 메이저 대회 정상에 등극했고, 남녀 대표팀 통틀어 처음으로 유로 대회 우승을 차지하였다. 1984년과 2009년 대회에서는 준우승, 1995년과 2017년 대회에서는 4강의 성적을 기록했다.

## 기타 국제 대회 경력
알가르브컵에는 2번 출전하여 2005년 대회에서 8위를 기록했고 키프로스컵에는 7번 출전하여 이 중 4번의 대회에서 3번의 우승(2009년, 2013년, 2015년)과 1번의 준우승(2014년)을 차지하면서 캐나다와 함께 키프로스컵 최다 우승국 타이틀을 보유하고 있다. 이밖에도 작은 월드컵이라고 불리는 문디알리토 4번의 대회 중 2번의 대회(1985년, 1988년)에 우승을 차지했고 1979년 비공식 유럽 여자 축구 선수권 대회에서는 4강에 올랐으며 쉬빌리브컵 1회 우승(2019년) 및 1회 준우승(2018년)을 차지하는 등 각종 국제 대회에서도 좋은 성과들을 거두었다.
아널드 클라크컵에서도 2회 우승하였다.

## 역대 월드컵 성적
| FIFA 여자 월드컵 본선 기록 | FIFA 여자 월드컵 본선 기록 | FIFA 여자 월드컵 본선 기록 | FIFA 여자 월드컵 본선 기록 | FIFA 여자 월드컵 본선 기록 | FIFA 여자 월드컵 본선 기록 | FIFA 여자 월드컵 본선 기록 | FIFA 여자 월드컵 본선 기록 | FIFA 여자 월드컵 본선 기록 |                  | 지역 예선 기록   | 지역 예선 기록   | 지역 예선 기록   | 지역 예선 기록   | 지역 예선 기록   | 지역 예선 기록   | 지역 예선 기록 |
| 년도                       | 단계                       | 순위                       | 전                         | 승                         | 무*                        | 패                         | 득                         | 실                         | 전               | 승               | 무               | 패               | 득               | 실               | 차               |                |
| 1991                       | 지역 예선 탈락             | 지역 예선 탈락             | 지역 예선 탈락             | 지역 예선 탈락             | 지역 예선 탈락             | 지역 예선 탈락             | 지역 예선 탈락             | 지역 예선 탈락             | 6                | 2                | 3                | 1                | 4                | 2                | +2               |                |
| 1995                       | 8강                        | 4                          | 2                          | 0                          | 2                          | 6                          | 9                          | −3                         | 6                | 4                | 2                | 0                | 29               | 0                | +29              |                |
| 1999                       | 지역 예선 탈락             | 지역 예선 탈락             | 지역 예선 탈락             | 지역 예선 탈락             | 지역 예선 탈락             | 지역 예선 탈락             | 지역 예선 탈락             | 지역 예선 탈락             | 8                | 3                | 0                | 5                | 9                | 12               | −3               |                |
| 2003                       | 지역 예선 탈락             | 지역 예선 탈락             | 지역 예선 탈락             | 지역 예선 탈락             | 지역 예선 탈락             | 지역 예선 탈락             | 지역 예선 탈락             | 지역 예선 탈락             | 10               | 3                | 3                | 4                | 12               | 10               | +2               |                |
| 2007                       | 8강                        | 4                          | 1                          | 2                          | 1                          | 8                          | 6                          | +2                         | 8                | 6                | 2                | 0                | 29               | 2                | +27              |                |
| 2011                       | 8강                        | 4                          | 2                          | 2                          | 0                          | 6                          | 3                          | +3                         | 10               | 9                | 1                | 0                | 35               | 4                | +31              |                |
| 2015                       | 3위                        | 7                          | 5                          | 0                          | 2                          | 10                         | 7                          | +3                         | 10               | 10               | 0                | 0                | 52               | 1                | +51              |                |
| 2019                       | 4위                        | 7                          | 5                          | 0                          | 2                          | 13                         | 5                          | +8                         | 8                | 7                | 1                | 0                | 29               | 1                | +28              |                |
| 2023                       | 준우승                     | 7                          | 5                          | 1                          | 1                          | 13                         | 6                          | +7                         | 10               | 10               | 0                | 0                | 80               | 0                | +80              |                |
| 2027                       | 미정                       | 미정                       | 미정                       | 미정                       | 미정                       | 미정                       | 미정                       | 미정                       | To be determined | To be determined | To be determined | To be determined | To be determined | To be determined | To be determined |                |
| Total                      | 6/10                       | 33                         | 20                         | 5                          | 8                          | 56                         | 36                         | +20                        | 76               | 51               | 12               | 10               | 211              | 32               | +245             |                |

- 녹아웃 스테이지에서 승부차기로 승자가 가려진 경기는 승리가 아닌 무승부에 포함된다.

## UEFA 유럽 여자 축구 선수권 대회 성적
| UEFA 여자 유로 기록 | UEFA 여자 유로 기록 | UEFA 여자 유로 기록 | UEFA 여자 유로 기록 | UEFA 여자 유로 기록 | UEFA 여자 유로 기록 | UEFA 여자 유로 기록 | UEFA 여자 유로 기록 |                      | 지역 예선 기록       | 지역 예선 기록       | 지역 예선 기록       | 지역 예선 기록       | 지역 예선 기록       | 지역 예선 기록 |
| 년도                | 결과                | 전                  | 승                  | 무*                 | 패                  | 득                  | 실                  | 전                   | 승                   | 무*                  | 패                   | 득                   | 실                   |                |
| 1984                | 준우승              | 4                   | 3                   | 0                   | 1                   | 4                   | 2                   | 6                    | 6                    | 0                    | 0                    | 24                   | 1                    |                |
| 1987                | 4위                 | 2                   | 0                   | 0                   | 2                   | 3                   | 5                   | 6                    | 6                    | 0                    | 0                    | 34                   | 2                    |                |
| 1989                | 지역 예선 탈락      | 지역 예선 탈락      | 지역 예선 탈락      | 지역 예선 탈락      | 지역 예선 탈락      | 지역 예선 탈락      | 지역 예선 탈락      | 6                    | 2                    | 1                    | 3                    | 6                    | 10                   |                |
| 1991                | 지역 예선 탈락      | 지역 예선 탈락      | 지역 예선 탈락      | 지역 예선 탈락      | 지역 예선 탈락      | 지역 예선 탈락      | 지역 예선 탈락      | 8                    | 2                    | 3                    | 3                    | 5                    | 8                    |                |
| 1993                | 지역 예선 탈락      | 지역 예선 탈락      | 지역 예선 탈락      | 지역 예선 탈락      | 지역 예선 탈락      | 지역 예선 탈락      | 지역 예선 탈락      | 6                    | 4                    | 0                    | 2                    | 11                   | 7                    |                |
| 1995                | 준결승              | 2                   | 0                   | 0                   | 2                   | 2                   | 6                   | 8                    | 6                    | 2                    | 0                    | 33                   | 2                    |                |
| 1997                | 지역 예선 탈락      | 지역 예선 탈락      | 지역 예선 탈락      | 지역 예선 탈락      | 지역 예선 탈락      | 지역 예선 탈락      | 지역 예선 탈락      | 8                    | 4                    | 2                    | 2                    | 19                   | 6                    |                |
| 2001                | 조별 리그           | 3                   | 0                   | 1                   | 2                   | 1                   | 8                   | 8                    | 5                    | 1                    | 2                    | 12                   | 14                   |                |
| 2005                | 조별 리그           | 3                   | 1                   | 0                   | 2                   | 4                   | 5                   | 자동본선진출(개최국) | 자동본선진출(개최국) | 자동본선진출(개최국) | 자동본선진출(개최국) | 자동본선진출(개최국) | 자동본선진출(개최국) |                |
| 2009                | 준우승              | 6                   | 3                   | 1                   | 2                   | 12                  | 14                  | 8                    | 6                    | 2                    | 0                    | 24                   | 4                    |                |
| 2013                | 조별 리그           | 3                   | 0                   | 1                   | 2                   | 3                   | 7                   | 8                    | 6                    | 2                    | 0                    | 22                   | 2                    |                |
| 2017                | 준결승              | 5                   | 4                   | 0                   | 1                   | 11                  | 4                   | 8                    | 7                    | 1                    | 0                    | 23                   | 1                    |                |
| 2022                | 우승                | 6                   | 6                   | 0                   | 0                   | 22                  | 2                   | 자동본선진출(개최국) | 자동본선진출(개최국) | 자동본선진출(개최국) | 자동본선진출(개최국) | 자동본선진출(개최국) | 자동본선진출(개최국) |                |
| 2025                | 우승                | 6                   | 3                   | 2                   | 1                   | 16                  | 7                   | 6                    | 3                    | 2                    | 1                    | 8                    | 5                    |                |
| Total               | 9/13                | 40                  | 20                  | 5                   | 15                  | 78                  | 60                  | 86                   | 57                   | 16                   | 13                   | 221                  | 62                   |                |

- 녹아웃 스테이지에서 승부차기로 승자가 가려진 경기는 승리가 아닌 무승부에 포함된다.

## 역대 감독
| 감독          | 임기        |
| ------------- | ----------- |
| 필 네빌       | 2018 ~ 2021 |
| 사리나 비흐만 | 2021 ~      |

## 같이 보기
- 잉글랜드 축구 국가대표팀